# イギリス鉄道458形電車
イギリス鉄道458形電車(British Rail Class 458)は、1998年から2002年にかけて製造されたイギリスの直流型電車である。アルストム社の「コラディア」のイギリス向けシリーズ「コラディア・ジュニパー」の一員として導入された。ジュニパーには他に334形と460形が導入された。

## 概要
1990年代後半、いまだに411形のような旧型電車が多数残っていたロンドン近郊第三軌条区間の近代化のために、サウスウエスト・トレインズ(SWT、以下サウスウエスト)がアルストム社に対して発注したのが458形である。4両編成30編成の120両が発注された。1998年に最初の編成が落成し納入されたが、当時の線路管理会社から新車運行許可が下りるのに時間を要し、営業運転が始まったのは2000年に入ってからだった。車両管理会社ポーターブルック社からサウスウエストへのリースという形を取った。
車体は20m級車体に片側2扉・両先頭車が半室1等車で、それ以外はすべて2等車という構成になっていた。2等は3+2列、1等は2+2列のクロスシートを採用した。4両のうち2両目のみが付随車で、この車両には車いすスペースが設けられていた。運用最高速度は160km/h(100マイル/時)とされていた。

### 頻発する不具合
営業運転が始まってすぐ、458形は深刻な不具合に悩まされた。製造上の品質管理に問題があり、屋根の雨漏りから電気機器の故障まで様々な問題が頻発した。また、連結部分は半永久結合として設計・製造されていたので増解結をしようとすると作業に30分を要したが、運行するサウスウエストは頻繁な増解結を望んでいた。さらに運行プログラムや空調設備が正常に動作しない問題なども起こった。
各種の問題は徐々に改善され2002年頃には運用される編成も増えてきたものの、サウスウエストは長引く改修にしびれを切らし、シーメンス社「デジロ」シリーズを450形電車として2001年に発注していた。450形が2003年から営業運転に投入されると458形はほとんどの運用から外れ、ポーターブルック社に返却され改修工事や機器の交換を受けながら保管されることになった。2005年9月には第1編成と第2編成を併結して「ガトウィック・エクスプレス」に投入したが、信頼性の低さから年末までには運用から外された。
2006年には列車バリアフリー法(RVAR)基準の適用免除措置(バリアフリー法制定前に製造された車両に法の適用を免除したもの)が期限切れとなり、営業運転に使うには車内構造を改良することが必要となった。2007年には改良を行った編成が運用に復帰したが、2010年までの「完全な」基準適合を求められ、2008年から順次全編成が改装を行った。2012年年末には故障発生までの平均時間が17万時間を超えるなど、この頃には信頼性の懸念は払拭されていた。

### 再改装・460形との統合
この頃、乗客数の増加によって4連では輸送力に不足が生じてきた。そこで458形を5連に増車することにしたが、車両の新造ではなく既存車の組み換えで対応された。2012年当時、ガトウィック・エクスプレス運用から外れて保管されていた460形(車両機器は458形と同じであった)の8連(5M3T)×8編成・計64両があった。これを組み換えて5連(3M2T)×6本30両とし、余った中間付随車30両を458形30編成に1両ずつ組み込んで全36編成を5両編成化しようというものであった(先頭車4両は部品取りを兼ねた保管)。460形は前面非貫通だったが458形の貫通型前面に改装され、全車両が458形に改番・統合された。この5両編成化した458形は458/5形と呼ばれ、未改修458形は区別のために458/0形となった。
また車内も改装され、全車2等車モノクラスとなった代わりに全座席が2+2列のクロスシートとなり、立席収容人数も増えた。また最高速度も機器のオーバーヒートを防ぐために引き下げられ、120km/hとなった(もともと160km/hは路線の制限速度のためにほとんど出していなかった)。改装はドンカスターのワブテックとラフバラーのブラッシュトラクションによって行われた。
485/5形は2013年10月に引き渡され、翌年3月から営業運転に入った。2016年3月に最後の編成がサウスウエストに引き渡され、全36編成が運用に入った。
2020年現在、485/5形は主にウォータールー-レディング線とウインザー線を始めとする支線群に5両編成もしくは2本併結の10両編成で運用されている。

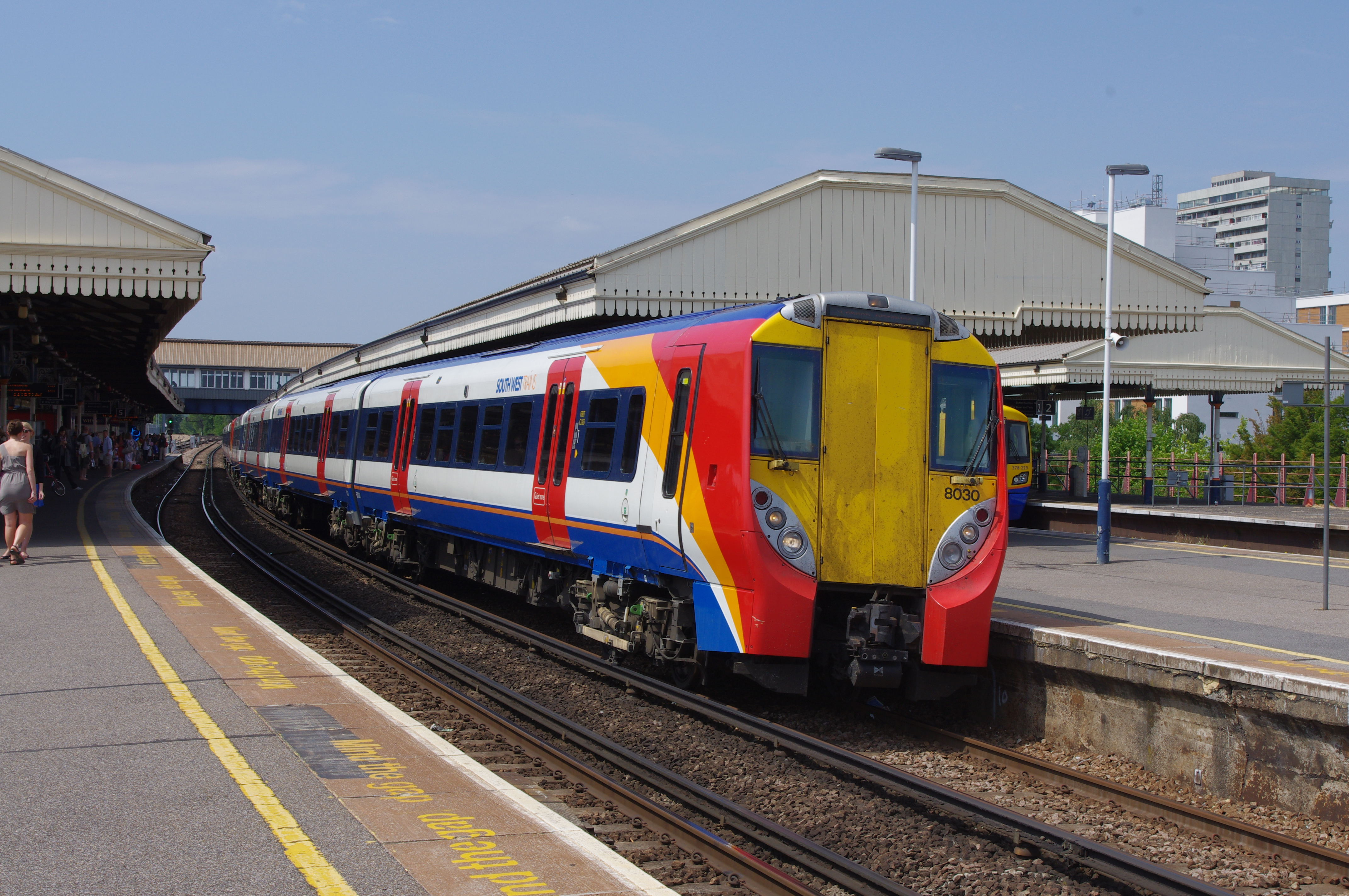
改装工事前の458/0形（クラパムジャンクション駅）
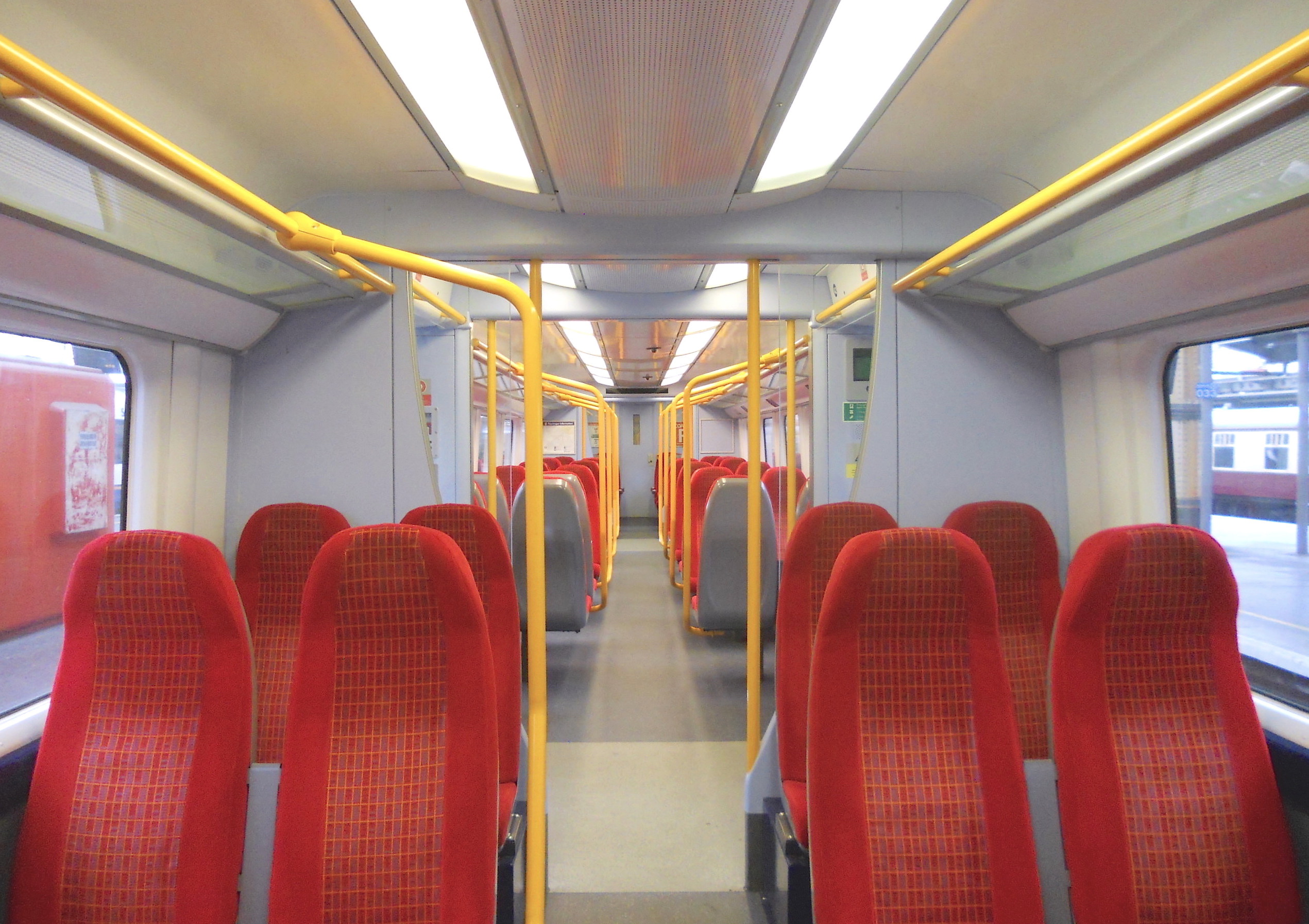
車内(改装後)

### 将来
2017年8月にサウスウエストからサウス・ウェスタン・レイルウェイ(SWR)が営業権を引き継いだ。458/5形は全車が新会社に引き継がれたが、のちにSWRはボンバルディア「アヴェントラ」シリーズを元にした新型車両701形の導入と458/5形の置き換えを公表した。2020年12月から営業運転が開始され、順次置き換えていくとされる。ただし701形の第一次発注は90両にとどまったため、しばらくは残存すると思われる。